# Galcanezumab
Galcanezumab, được bán trên thị trường dưới tên thương mại Emgality, là một kháng thể đơn dòng được nhân bản hóa được sử dụng để ngăn ngừa chứng đau nửa đầu. Nó cũng được sử dụng cho đau đầu cụm.
Tác dụng phụ thường gặp khi tiêm thuốc đau hoặc đỏ tại vị trí tiêm. Các tác dụng phụ khác có thể bao gồm các phản ứng quá mẫn. Nó được định hướng chống lại polypeptide alpha và beta liên quan đến calcitonin.
Thuốc này được phát triển bởi Eli Lilly. Nó đã được chấp thuận cho sử dụng y tế tại Hoa Kỳ vào năm 2018, trở thành chất ức chế CGRP thứ ba để làm như vậy. Khi được sử dụng cho chứng đau nửa đầu, nó có giá khoảng 7.000 USD mỗi năm tại Hoa Kỳ vào năm 2019.